# St. Simons Island
|  | Dieser Artikel wurde aufgrund von inhaltlichen Mängeln auf der Qualitätssicherungsseite des Projektes USA eingetragen. Hilf mit, die Qualität dieses Artikels auf ein akzeptables Niveau zu bringen, und beteilige dich an der Diskussion! Eine nähere Beschreibung der zu behebenden Mängel fehlt. |

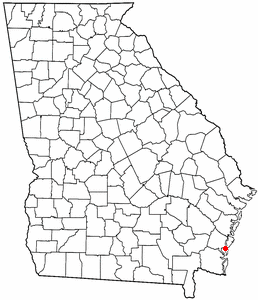
Lage in Georgia

St. Simons Island ist eine kleine Insel im Atlantik vor der Küste Georgias (Ostküste der Vereinigten Staaten) Sie gehört zu den Golden Isles und liegt im Glynn County im Bundesstaat Georgia. Hauptort ist St. Simons. 2010 zählte die Insel 12743 Einwohner. 
Der Tourismus ist die Hauptbeschäftigung für die Einwohner. Auf der Insel befinden sich zahlreiche Baumwollplantagen. 
Die ersten Bewohner der Insel haben sich zum Fischen etwa ab 2.000 v. Chr. angesiedelt (zunächst nur saisonal).
Koordinaten: 31° 10′ N, 81° 23′ W